# サイクロン・ハロルド
サイクロン・ハロルド（Cyclone Harold）は、2020年4月1日に発生したサイクロン。

## 経過

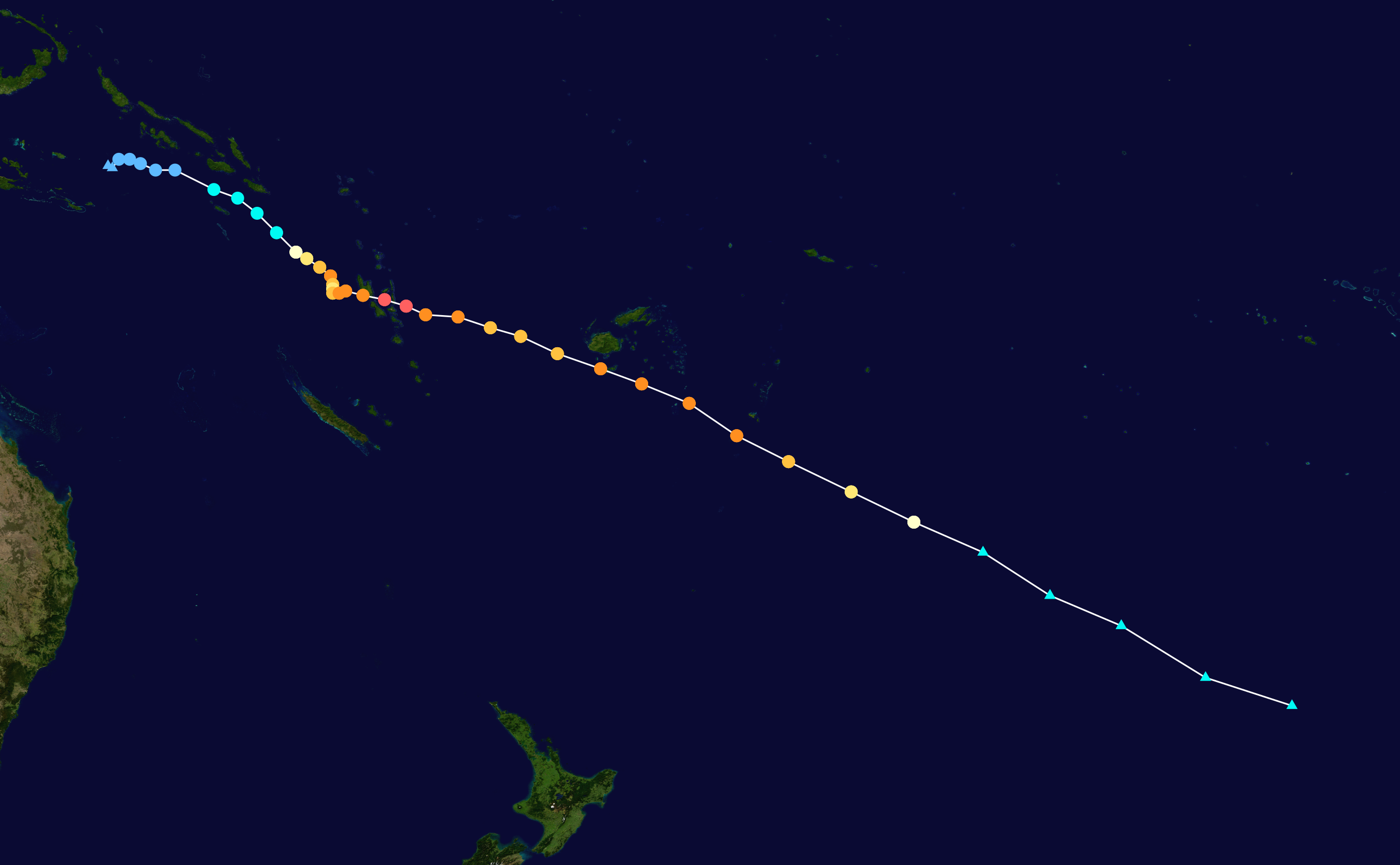
サイクロン・ハロルドの進路

2020年4月1日、オーストラリア気象局は熱帯擾乱12Uがパプアニューギニアのポートモレスビーの北825kmで熱帯低気圧へと発達していることを報告した。
6日にはバヌアツに上陸し、その後フィジーとトンガを襲った。
数十人が死亡し、多くの人が家を失った。

## 被害

### バヌアツ
人口29万人のうち15万9千人が被災、住宅1万6千戸が損壊し、学校の半数が被害を受けた。